# Kaden Hensel
Kaden Adere Hensel (* 5. Juni 1986 in Canberra, Australian Capital Territory) ist ein ehemaliger australischer Tennisspieler.

## Karriere
Hensel studierte von 2005 bis 2008 an der University of Tennessee und schloss mit einem Bachelor of Science ab. In dieser Zeit spielte er auch College Tennis.
Ab 2007 spielte er auch Profiturniere und stand beim Challenger in Burnie das erste Mal im Doppel in einem Halbfinale. Ansonsten spielte er aber die meiste Zeit Futures. Im Einzel, wo er kaum Erfolge feierte, schaffte er es einmal im Jahr 2009 in Champaign in ein Challenger-Viertelfinale, als er Ričardas Berankis unterlag. Bei Futures schaffte er keinen Titelgewinn. Er erreichte mit Platz 390 seine höchste Platzierung.
Im Doppel sah das anders aus. Insgesamt zehnmal triumphierte er bei Futures, dabei 2009 bei sechs Erfolgen am häufigsten. Seine einzigen beiden Erfolge auf der Challenger Tour kamen 2009 in Samarqand und 2010 in Rimouski jeweils an der Seite seines Landsmannes Adam Hubble; zwei weitere Male erreichte er noch das Finale. Ende 2009 stand er mit Rang 172 erstmals am Jahresende in den Top 200 der Weltrangliste. Zu Jahresbeginn 2010 wurden Hensel auf der ATP Tour in Brisbane sowie in Melbourne jeweils Wildcards zugesprochen. Bei den Australian Open konnte er die zweite Runde erreichen und so bei seinem einzigen Einsatz bei einem Grand-Slam-Turnier seinen einzigen Sieg feiern. Im August 2010 stieg er im Doppel bis auf Platz 121 und damit auf sein Karrierehoch im Doppel. Wenig später beendete er wegen einer Ellbogenverletzung seine Karriere. 2013 kam er für eine Handvoll Turniere zurück, ehe er dann endgültig seine Profikarriere beendete.
Nach seiner aktiven Zeit agiert Hensel gelegentlich als Tennistrainer. So arbeitete er zunächst an seiner früheren Hochschule in Tennessee. Später übernahm er die Leitung am Brisbane Boys College, das er zum Landestitel führte. Zudem betreute er sowohl Bernard Tomic als auch die Russin Olga Putschkowa während der Turniere im Frühjahr in Australien.

## Erfolge
| Legende (Anzahl der Siege)  |
| Grand Slam                  |
| ATP World Tour Finals       |
| ATP World Tour Masters 1000 |
| ATP World Tour 500          |
| ATP World Tour 250          |
| ATP Challenger Tour (2)     |

### Doppel

#### Turniersiege
| Nr. | Datum           | Turnier   | Belag         | Partner     | Finalgegner                 | Ergebnis          |
| --- | --------------- | --------- | ------------- | ----------- | --------------------------- | ----------------- |
| 1.  | 15. August 2009 | Samarqand | Sand          | Adam Hubble | Waleri Rudnew Iwan Serhejew | 7:5, 7:5          |
| 2.  | 28. März 2010   | Rimouski  | Hartplatz (i) | Adam Hubble | Scott Lipsky David Martin   | 7:65, 3:6, [11:9] |